# Méthode de Hartree-Fock
En physique et chimie numérique, la méthode de Hartree-Fock est une méthode de résolution approchée de l'équation de Schrödinger d'un système quantique à plusieurs corps utilisant le principe variationnel pour approximer la fonction d'onde et l'énergie du niveau fondamental stationnaire. La méthode suppose habituellement que la fonction d'onde du système à plusieurs corps peut être approximativement écrite sous la forme d'un déterminant de Slater lorsque les particules sont des fermions, ou bien par un permanent pour le cas de bosons. 
Particulièrement dans la littérature plus ancienne, la méthode de Hartree-Fock est aussi appelée la méthode du champ auto-cohérent (en anglais : SCF pour Self-Consistent Field Method). Afin d'arriver à cette méthode, Hartree a d'abord développé l'équation de Hartree (en) comme approximation de l'équation de Schrödinger de manière que le champ final tel que calculé à partir de la distribution de charges soit « auto-cohérent » avec le champ supposé initialement, faisant de l'auto-cohérence une condition nécessaire à la solution. Les solutions aux équations non-linéaires de Hartree-Fock se comportent également de manière que chaque particule soit sous l'influence d'un champ moyen produit par toutes les autres particules (voir l'opérateur de Fock ci-dessous) et ainsi, la propriété d'auto-cohérence est conservée. Ces équations sont presque universellement résolues en utilisant une méthode itérative, même si l'algorithme itératif à point fixe ne converge pas à tous les coups, mais cette méthode de résolution n'est pas la seule permettant de résoudre les équations de Hartree-Fock. 
La méthode de Hartree-Fock est typiquement utilisée pour résoudre l'équation de Schrödinger pour des atomes, molécules, nanostructures et solides, mais elle est de nos jours utilisée comme point de départ de résolution. Effectivement, cette méthode prend en compte l'impact de la densité électronique dans le terme de Hartree ainsi que le principe de Pauli à travers la forme d'un déterminant de Slater pour les fermions, mais elle oublie toutes les autres contributions de type corrélations associées aux systèmes à plusieurs corps interagissants. Pour inclure un minimum de corrélations, il faut passer à la théorie de la fonctionnelle de la densité (DFT).

## Formulation mathématique
Pour un système de fermions, la fonction d'onde s'écrit 
Les spinorbitales {\displaystyle \phi _{i}}, fonctions de la position {\displaystyle \xi _{i}}, sont les solutions d'un système d'équations différentielles couplées appelées équations de Hartree-Fock :
où {\displaystyle {\hat {F}}_{i}} est l'opérateur de Fock. Dans le cas des atomes et des molécules, l'opérateur de Fock a pour expression :
L'opérateur {\displaystyle -{\frac {\hbar ^{2}}{2m}}\nabla _{\xi _{i}}^{2}} correspond à l'énergie cinétique de l'électron i. L'opérateur {\displaystyle {\hat {V}}_{eN}(\xi _{i})} décrit le potentiel électrostatique entre cet électron et le(s) noyau(x). L'opérateur {\displaystyle {\hat {J}}_{j}} ou opérateur coulombien représente le potentiel moyen créé par les autres électrons et {\displaystyle {\hat {K}}_{j}}, l'opérateur d'échange, la correction à ce potentiel due à l'antisymétrie. 
La méthode de Hartree-Fock est une approximation de champ moyen à particules indépendantes. L'opérateur de Fock dépend explicitement de ses solutions. La méthode de résolution la plus utilisée est la méthode du champ auto-cohérent. Il s'agit d'une méthode itérative où l'opérateur de Fock est mis à jour à chaque itération  avec les spinorbitales calculées à l'itération précédente. Le calcul est arrêté lorsqu'une convergence satisfaisante (sur l'énergie, la fonction d'onde, etc.) est obtenue.
Le théorème de Koopmans donne aux valeurs propres {\displaystyle \epsilon _{i}} de l'opérateur de Fock le sens physique d'opposé du potentiel d'ionisation
Les fonctions d'onde Hartree-Fock satisfont le théorème de Hellmann-Feynman et le théorème du viriel.